# 境町 (栃木市)
境町（さかいちょう）は、栃木県栃木市の地名。郵便番号は328-0043。
　

## 地理
栃木地区南部に位置し、東は河合町・沼和田町、西は富士見町・片柳町、南は大平町牛久・大平町川連、北は室町・湊町と接している。

## 世帯数と人口
2017年（平成29年）8月31日現在の世帯数と人口は以下の通りである。
| 町丁 | 世帯数  | 人口    |
| ---- | ------- | ------- |
| 境町 | 454世帯 | 1,021人 |

## 施設
公共
- 栃木市役所駅前庁舎

病院
- 下都賀郡市医師会病院
  - 栃木地区急患センター

郵便
- 栃木駅前郵便局

金融
- 栃木信用金庫駅前支店

商業
- セブンイレブン栃木駅前通り店
- すき家栃木駅北店
- 日本海庄や栃木北口店
- はま寿司栃木駅前店
- ビッグボーイ栃木駅北店

公園
- 駅前公園
- 瀬戸河原公園

その他
- カトリック栃木教会
- ポレスターステーションシティ栃木
- ポレスター栃木蔵の街
- 國學院大學栃木学園教育センター

## 交通

### バス
関東自動車
■國學院線
- 境町

栃木市営生活バス
■星野御岳山線・■出流観音線
- 境町

蔵の街観光バス
■蔵の街循環「のらっせ号」
- (25) 駅前郵便局 - (26) 医師会病院前

### 道路
主要地方道
- 栃木県道11号栃木藤岡線（蔵の街大通り）
- 栃木県道31号栃木小山線（河合新道）

一般県道
- 栃木県道213号栃木停車場線（蔵の街大通り）

市道
- 女子高通り

## 小・中学校の学区
市立小・中学校に通う場合、学区は以下の通りとなる。
| 番地 | 小学校                 | 中学校               |
| ---- | ---------------------- | -------------------- |
| 全域 | 栃木市立栃木中央小学校 | 栃木市立栃木西中学校 |